# 人間の証
人間の証（にんげんのあかし）は2019年5月22日から7月3日までフジテレビ系で放送されたフェイクドキュメンタリー番組である。放送時間は毎週水曜1:25 - 1:55（火曜25:25 - 25:55、JST）。

## 概説
三浦大輔が総監督、演出、脚本を手掛けた異色のテレビ番組であり、手法は深夜に放送されるドキュメント番組的なものである。コンセプトは人間の本性をあぶり出すフェイクドキュメンタリーで、毎回女性芸能人が、三浦が与えた架空の設定を演じ、精神的に追い詰められていくもの。どこからが脚本であり、どこからがリアルか分からなくなっていく様も見どころである。三浦の設定は架空の番組のディレクターであり、三浦自らインタビュアーを務める。

## 出演
- 三浦大輔
- 峯田和伸（語り）

### ゲスト
- 橋本マナミ（1話）お題:ストリッパー
- 紺野ぶるま（2話）お題:整形
- 鈴木亜美（3話）お題:ホストクラブ
- おのののか（4話）お題:不倫スクープ
- 今泉佑唯（5話）お題:濡れ場[2]
- 手島優（6話）お題:デリヘル
- 小倉優香（7話）お題:ポルノ女優

### スタッフ
- プロデューサー：永盛健之
- 企画：池田拓也
- 総監督・脚本：三浦大輔